# دوين كوسول
دوين كوسول (بالإنجليزية: Duane Causwell)‏ مواليد 31 مايو 1968 في كوينز، هو لاعب كرة سلة أمريكي معتزل. بدأ مسيرته الاحترافية في سنة 1990. تم اختياره من قبل فريق سكرامنتو كينغز خلال الدرافت. يبلغ طوله 7 قدم 0 بوصة (2.1 م). لعب كرة السلة الجامعية في جامعة تمبل. اعتزل اللعب في 2001. أحرز خلال مسيرته في الإن بي إيه 2648 نقطة بمعدل 4.9 نقاط في المباراة الواحدة.

## روابط خارجية
- دوين كوسول على موقع إن بي أي (الإنجليزية)
- دوين كوسول على موقع سبورتس رفرنس (الإنجليزية)
- دوين كوسول على موقع كرة السلة الأوروبية.كوم (الإنجليزية)
- دوين كوسول على موقع كلية كرة السلة في سبورتس رفرنس.كوم (الإنجليزية)
- دوين كوسول على موقع ريلجم (الإنجليزية)
- دوين كوسول على موقع بروبوليرز (الإنجليزية)